# Salvator Mundi - El Salvador (Apostolat d'Almadrones)
Salvator Mundi o El Salvador és una obra d'El Greco i el seu taller, realitzada entre 1608 i 1614. Es conserva al Museu del Prado, a Madrid.
Aquesta obra formava part d'un apostolat provinent de l'església d'Almadrones, a Guadalajara. Al Museo del Prado es conserven tres teles més d'aquest mateix apostolat: Sant Jaume el Major, Sant Pau i Sant Tomàs, que revelen com El Greco i el seu taller van optar per repetir el model dels apostolats de la Catedral de Toledo i del Museu del Greco, optant així per elaborar els seus propis models d'apostolats en lloc d'inspirar-se en els gravats que en aquella època circulaven arreu d'Europa i que van ajudar a consolidar una nova iconografia de sants i figures bíbliques.

## Anàlisi
En aquest llenç, El Greco representa Jesús de mig cos, amb la mà dreta en actitud de benedicció, mentre que l'esquerra descansa sobre un globus cristal·lí. El cap, lleugerament girat cap a la dreta de l'espectador, està emmarcat per un halo romboide. El Salvador porta només una túnica vermella, mentre que en la versió Salvator Mundi - El Salvador (Edimburg) i la de Reggio de l'Emília (Galleria Civica Parmeggiani), porta també un mantell. Aquest llenç del Prado també es distingeix dels exemples esmentats pel subtil gir del cap, però no trenca la imatge bizantina habitual del Salvator Mundi de cara allargada, mirada intensa i barba llarga i punxeguda, que enllaça amb el Pantocràtor que, situat en cúpules o absis, domina la representació dels dotze apòstols i els quatre evangelistes.